# リュイス・クンパニィス

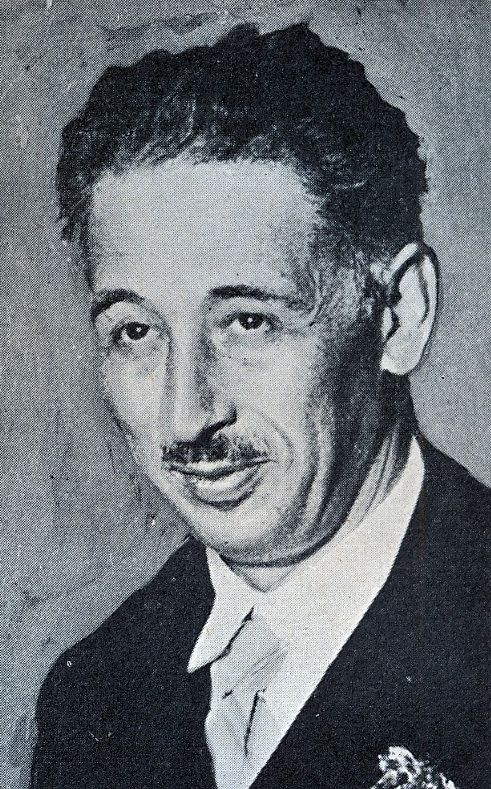
リュイス・クンパニィス

リュイス・クンパニィス・イ・ジュベー（カタルーニャ語: Lluís Companys i Jover、1882年6月21日 - 1940年10月15日）は、スペイン、カタルーニャの政治家。第123代ジャナラリター・デ・カタルーニャ代表であった
弁護士出身で、カタルーニャ共和主義左翼（ERC）の指導者であった。スペイン内戦終結後にフランスへ亡命したが、ゲシュタポによって逮捕されフランシスコ・フランコ独裁政権へ引き渡された。1940年、軍事法廷で死刑宣告を受け、銃殺刑に処された。クンパニィスは、ヨーロッパで地方首長在職中に処刑された唯一の人物である。
処刑から78年後の2018年12月21日、ペドロ・サンチェス首相率いるスペイン政府はようやくクンパニィスの名誉回復を決定した。
カタルーニャ語ではアクセントのないoは口の開きが狭まるため、uの音で発音される。そのため、コンパニス、クンパニスまたはコンパニィスなどの表記もなされることもあるが、実際の発音に近い表記はクンパンチ。

## 生涯
リェイダ県タロスにて、農夫の子として生まれた。バルセロナ大学で法学の単位を取得してから、まだ若いうちにカタルーニャ政界に身を投じた。1906年の国家管轄法（es）の国会通過後、スペインとその象徴に対する反社会的な論説を載せてきたカタルーニャ語新聞『ク・クット』と『ラ・ベウ』の出版元が兵士によって襲撃された結果、クンパニィスはカタルーニャ連帯（es）に一時的に参加した。
その後、彼は短命に終わった共和主義民族主義者連合（Unió Federal Nacionalista Republicana）に参加し、青年部議長となった。彼は突出した青年部活動のため調査対象にされ、15回投獄された。バルセロナでの悲劇の一週間（スペイン＝モロッコ戦争に反対する労働者を軍部が弾圧した事件）後、危険人物に分類された。
フランセスク・ライレトとともに、クンパニィスはカタルーニャ共和党（es）の左翼労働者代表となった。1916年、彼はバルセロナ市議に選出された。1920年11月、サルバドー・セグイ、マルティ・バレラ、ジュゼップ・ビアディウらその他労働組合員たちとともに彼は拘束され、バレアレス諸島のマオーにあるモラ城に追放された。その少し後、避難の準備をしていたライレトが暗殺された。 
1920年の国会議員選挙では、カタルーニャから追放中であったにもかかわらず、クンパニィスはサバデイ市選出の議員となった。この議席は、暗殺される前にライレトが座る予定であった。この選挙結果で彼に与えられた議員特権によって、彼は監獄から自由の身となった。
1922年、クンパニィスはラバサイレス連合（零細ブドウ栽培農家の労働組合）の発起人の一人となり、プリモ・デ・リベラ政権時代には弁護士として、またラ・テーラ誌の監督者として働いた。1930年10月、独裁政権がフランセスク・マシアーを国外追放としたことを非難したために、クンパニィスは逮捕された。
再度拘束され、クンパニィスは1931年3月12日から3月19日の間開催された左翼会議に出席することができなかった（この時にカタルーニャ左翼共和党が誕生し、マシアーが党首に選ばれた）。しかし、彼は党の執行役員に選出された。スペイン労働運動とスペイン組合運動間の結束のために、クンパニィスがこの役職に選ばれたことで、カタルーニャ世論の革新派の間でERCへの評価が高まった。それまで、この政党は進歩的ブルジョワたちの小政党と考えられていた。1933年、短期間ではあるがクンパニィスはマヌエル・アサーニャ内閣で海軍大臣に任命された。
1934年1月1日、フランセスク・マシアーの死によって、第123代ジャナラリター代表に選出された。同年10月6日、クンパニィスはマドリード政府とその大勢を占める右翼共和主義者に対してカタルーニャ民族主義者暴動を起こし、バルセロナのジャナラリター宮殿バルコニーにてカタルーニャ共和国の成立を宣言した。暴動鎮圧にスペイン軍がバルセロナへ入り、ドミンゴ・バテト将軍によって彼は逮捕され、30年の禁固刑を宣告された。判決後、彼は直ちにエル・プエルト・デ・サンタ・マリーア刑務所へ送られた。しかし、1936年総選挙でスペイン人民戦線との左翼連立が勝利したことで、新政権によって彼は釈放された。
その直後の1936年7月にスペイン内戦が勃発し、クンパニィスは反フランコの共和国側についた。この選択は、反ファシスト民兵中央委員会との間の共闘を組織する上で助けとなった。民兵中央委員会には、彼のカタルーニャ主義政権、反スターリン主義左翼共産党の義勇軍であるマルクス主義統一労働者党（en:POUM）、アナルコサンディカリスムの労働組合である全国労働連合（en、略称CNT）が後援を行った。 
戦争中、クンパニィスは自身の政治連合体の結束を維持しようとしたが、ソビエト連邦領事ウラジーミル・アントーノフ＝オフセーエンコ（en）が、そうすればソビエトはカタルーニャへの援助を停止するだろうと脅した。クンパニィスは、1936年12月に司法大臣であったアンドレウ・ニンを更迭した（モスクワと関係を持たないスペインの元共産主義者を、政権から一掃する動きのためであった）。共産主義・社会主義グループであるカタルーニャ統一社会党（en）と、無政府主義を掲げる国家労働連合（POUMが支援していた）との間の緊張が高まり、非常に厳しい情勢であった。
1939年2月5日、フランコ軍がバルセロナを占領すると、クンパニィスはフランス、ペルピニャンへ亡命した。その後彼はパリへ移り、亡命したジャナラリターの代表として活動した。クンパニィスのフランス滞在は、ラ＝ボール＝レ＝パン（ロワール＝アトランティック県のコミューン）で終わりを告げた。彼は重い精神疾患を患う息子リュイスとの接触を断たなかったのである。息子は最初の妻マルセーとの間の子で、クンパニィスはカルマ・バジェステーと出会ってからマルセーと離婚し、カルマと再婚している。彼はナチス当局によって逮捕され、1940年9月にスペイン当局へ身柄を引き渡された。法的保証を欠いた軍事裁判の後、直ちにクンパニィスはムンジュイック城で1940年10月15日、午前7時30分に処刑された。彼は目隠しされるのを断り、無実の人間を殺せ。カタルーニャのために！我々は苛まれても、再び打ち勝つのだ！（Assessineu un home honrat. Per Catalunya! Tornarem a sofrir, tornarem a vencer!）と死ぬ前に言った。彼の遺体は、城近くの南西墓地に埋葬された。
クンパニィスの名を冠した通り、広場がカタルーニャの多くの主要都市や小さな町にある。ムンジュイックの丘にある、バルセロナオリンピックの会場となったエスタディ・オリンピック・リュイス・コンパニスは、彼を記念して命名された。1998年、バルセロナ、リュイス・クンパニィス遊歩道（en）の凱旋門近くに、クンパニィスの記念碑が設置された。
毎年10月15日の明け方、ERCの多くの地方支部で、クンパニィスを記念する花火があげられ、多くの街で献花される。

## 参照
1. ↑  http://www.victoralexandre.cat/index.php?option=com_content&task=view&id=783&Itemid=63
2. ↑  八嶋由香利著 著「47章 第二共和政からスペイン内戦へ」、立石博高・奥野良知編著 編『カタルーニャを知るための50章』明石書店、2013年、298頁。 ForvoでのLluís Companysの発音例
3. ↑  Preston, Paul. The Spanish Civil War. Reaction, revolution & revenge. Harper Perennial. London. 2006. p.78
4. ↑  Beevor, Antony. The battle for Spain. The Spanish Civil War 1936-1939. Penguin Books. 2006. London. p.30
5. ↑  Preston, Paul. The Spanish Civil War. Reaction, revolution & revenge. Harper Perennial. London. 2006. pp.253-254
6. ↑  Juliá, Santos; Casanova, Julián; Solé i Sabaté, Josep Maria; Villarroya; Moreno, Francisco. Victimas de la guerra civil. Ediciones Temas de Hoy. 1999. Madrid. p.331
7. ↑  Burns, Jimmy (2000). Barca: a people's passion. Bloomsbury. p. 126
8. ↑  (Companys, proces a Catalunya 1979)